# Taygetis larua
Espèce
Taygetis larua est une espèce de lépidoptères (papillons) de la famille des Nymphalidae, de la sous-famille des Satyrinae et du genre Taygetis.

## Dénomination
Taygetis larua a été décrit par Cajetan Freiherr von Felder et Rudolf Felder en 1867.
Synonymes : 
- Taygetis armillata Butler, 1868
- Taygetis jimna Butler, 186
- Taygetis curvistrigata Forster, 1964 (nom. nud.)

## Nom vernaculaire
Taygetis larua se nomme Laura's Satyr en anglais.

## Description
Taygetis larua est un grand papillon à l'apex de l'aile antérieure pointu et aux ailes postérieures à marge dentelée à partir de n4. Le dessus est de couleur marron roux. 
Le revers est ocre rose, avec à l'aile postérieure une ligne postdiscale d'ocelles roses.

## Distribution
Taygetis larua est présent à Panama, en Colombie, en Bolivie, au Brésil et au Pérou,.

## Protection
Pas de statut de protection particulier[réf. nécessaire].